# Dipsas alternans
Dipsas alternans este o specie de șerpi din genul Dipsas, familia Colubridae, descrisă de Fischer 1885. Conform Catalogue of Life specia Dipsas alternans nu are subspecii cunoscute.